# Hironobu Kageyama
Pour les articles homonymes, voir Kageyama.
Hironobu Kageyama (影山 ヒロノブ, Kageyama Hironobu), né le 18 février 1961 à Osaka, est un chanteur japonais spécialisé dans les génériques de dessins animés.

## Biographie
Il commence sa carrière à l'âge de 16 ans sous le pseudonyme de Michell en tant que chanteur du groupe Lazy aux côtés de Akira Takasaki et Munetaka Higuchi, qui se sépare en 1981. En 1984, il interprète un des génériques de la série Chôjikû kidan Southern Cross, puis, en 1988, deux génériques pour Saint Seiya, dont le célèbre Soldier Dream, second thème d'ouverture de la série.
En 1989, sa notoriété culmine lorsqu'il interprète les deux génériques d'ouverture de l'anime Dragon Ball Z, Cha-La Head-Cha-La et We Gotta Power.
Il a également à son actif les génériques de Transformers et Maskman (Bioman 2).
En 1990 et 1991, Il forme le groupe Airblanca (ja) avec les deux autres membres de Lazy, Hiroyuki Tanaka et Shunji Inoe.
En 1998, il joue au théâtre dans une pièce inspirée de Lupin III. Il reforme Lazy cette année-là, en parallèle à ses autres activités.
Depuis 2000, il fait également partie du groupe Japan Animation song Makers Project ou JAM Project. Il participe très fréquemment à des événements en lien avec le monde de la japanimation en reprenant sur scène ses plus grands succès, comme lors du Tokyo Anime Fair 2007.
Il a chanté avec le groupe Golden Bomber - Memeshikute. Il a été en concert au Tokyo Dome (2011) et il est allé en tournée en Chine à Hong Kong.

## Discographie

### Original albums
- [1981.12.01] Broken Heart
- [1982.04.01] It's Live Runnin
- [1982.12.15] First at Last
- [1983.08.25] Horizon
- [1985.06.21] Born Again
- [2000.04.26] I'm in You
- [2005.12.07] Cold Rain
- [2007.07.25] 30years3ounce
- [2012.02.08] ROCK JAPAN
- 2022 : Hangeki no Ouchi Rock (Complete Ver.)

### Compilation and Live albums
- [1989.02.25] The Best of Hironobu Kageyama
- [1992.03.21] Stardust Boys
- [1994.04.21] Power Live '95 Cyvox
- [1996.04.20] Hironobu Kageyama Best Album 3: Mixture
- [1997.08.21] Hironobu Kageyama 20th Anniversary Eternity
- [2004.04.07] Best & Live
- [2004.12.22] Golden☆Best
- [2008.08.06] Power Live '98

### Singles
- [1981.10.01] Kyou wo Ikiyou (今日を生きよう)
- [1982.03.01] Try Me
- [1982.08.25] Hotondo Crazy (ほとんどクレイジー)
- [1983.08.25] Mayonaka no Dance (真夜中のダンス)
- [1985.02.21] Dengeki Sentai Changeman (電撃戦隊チェンジマン)
- [1985.09.21] Wakasa de Changeman (若さでチェンジマン)
- [1985.04.21] Natsu ga Kowarete Iku -Day Dream Blues- (夏が壊れていく-Day Dream Blues-)
- [1985.11.21] St. Elmo's Fire
- [1986.02.01] Stardust Boys (スターダストボーイズ)
- [1986.05.01] Honoo no Violence (炎のバイオレンス)
- [1986.11.01] WILD BOY
- [1987.03.01] Hikari Sentai Maskman (光戦隊マスクマン)
- [1987.07.01] The Headmasters (ザ・ヘッドマスターズ)
- [1988.05.21] Sei Toushi Shinwa ~Soldier Dream~ (聖闘士神話〜ソルジャー・ドリーム〜)
- [1989.05.01] CHA-LA HEAD-CHA-LA
- [1991.02.21] Choujin Sentai Jetman (鳥人戦隊ジェットマン)
- [1992.02.26] Silent Möbius ~Image Song XY-II (サイレントメビウス〜イメージソングXY-II)
- [1992.07.21] Dark Water (ダークウォーター)
- [1993.03.21] Suki Suki Suki (好き好き好き)
- [1993.04.21] Skyscraper ~Mantenrou ni Dakarete~ (Skyscraper〜摩天楼に抱かれて〜)
- [1993.06.13] Aka no Ryuusei Hata (紅の流星機)
- [1993.07.21] Cashian ~Kaze no Hakajirushi~ (キャシャーン〜風の墓標〜)
- [1993.08.21] Tatakau Tame ni Umareta Senshi (戦うために生まれた戦士)
- [1993.11.21] WE GOTTA POWER
- [1994.01.21] Hitomi wo Tojite Emilia (瞳を閉じてエミリア)
- [1994.03.21] Kiseki no Big Fight (奇蹟のビッグ・ファイト)
- [1994.04.24] WE ARE REYSOL
- [1994.06.21] Do!Challenge
- [1994.07.21] Dragon Power ∞ (ドラゴンパワー∞)
- [1994.09.21] Detazo! In Daijyougun!! (出たぞ!隠大将軍!!)
- [1994.12.21] Mini Yonku da! Let's & Go!! (ミニ四駆だ!レッツ＆ゴー!!)
- [1995.01.21] Kishin Douji Zenki (鬼神童子ゼンキ)
- [1995.03.01] Saikyou no Fusion (最強のフュージョン)
- [1995.07.01] GET WIN THE"J"
- [1995.07.21] Boku-tachi no Start (僕たちのスタート)
- [1995.07.21] Ore ga Yaranakya Dare ga Yaru (俺がやらなきゃ誰がやる)
- [1995.08.19] Chou Kishin ZENKI, Raigou Sei Rin! (超鬼神ZENKI、来迎聖臨!)
- [1995.08.19] Te to Te wo Tsunagou! (手と手をつなごう!)
- [1995.10.21] Dokkan Beat
- [1996.03.20] Power Up Turtles (パワーアップ・タートルズ)
- [1996.07.24] Get up! V MAGNUM
- [1996.10.19] IT WAS 30 YEARS AGO
- [1996.11.21] ONE DREAM, ONE LOVE
- [1997.02.21] GET THE WORLD
- [1997.06.21] Take A Journey
- [1997.08.01] "Ore-tachi" no Theme (「俺たち」のテーマ)
- [1997.09.26] Ganbare Goemon no Theme (がんばれゴエモンのテーマ)
- [1998.02.21] My name is Cowboy (My name is カーボーイ)
- [1998.02.28] Naseba Naruhodo Robotack (なせばなるほどロボタック)
- [1998.06.20] Tetsuwan Tantei Robotack (テツワン探偵ロボタック)
- [1998.07.18] Tetsuwan Tantei Robotack 2 (テツワン探偵ロボタック2)
- [1998.09.21] Power Of Love
- [1998.11.21] Tetsuwan Tantei Robotack 3 (テツワン探偵ロボタック3)
- [1999.01.20] Ame no Chi Egao Egao no Chihare (アメノチエガオエガオノチハレ)
- [1999.01.21] HEATS
- [1999.01.22] SMILE AGAIN
- [1999.06.17] Baseball Tengoku (ベースボール天国)
- [1999.08.01] Win a Fight
- [1999.11.20] Kon no Evolution (魂のエヴォリューション)
- [2000.01.19] Hero wa Housou Naka (ヒーローは放送中)
- [2000.01.21] Sennen no Solider (千年のソルジャー)
- [2003.05.28] Sonic drive
- [2005.02.23] Ore wa Tokoton Tomaranai!! (俺はとことん止まらない!!)
- [2005.08.03] Cha-La Head-Cha-La (2005 Ver.)
- [2006.03.22] Choujin Sentai Jetman (re-issue) (鳥人戦隊ジェットマン)
- [2006.03.22] Hikari Sentai Maskman (re-issue) (光戦隊マスクマン)
- [2006.03.24] Eternal Love 2006
- [2006] We gotta power
- [2006.11.29] Fuuun Musou Ten (風雲無双伝)
- [2008.07.23] Super Survivor
- [2008.12.25] Hikari no Sasu Mirai e! (光のさす未来へ!)
- [2009.11.25] Progression
- [2010.02.10] Ever Last
- [2010.10.10] Battle of omega
- [2011.10.15] Kiba -Tusk of Darkness-